# Pendelblomfluga
Pendelblomfluga (Helophilus pendulus) är en blomfluga som tillhör släktet kärrblomflugor.

## Kännetecken
Pendelblomflugan är en medelstor blomfluga med en längd på  10 till 14 millimeter. Den har fyra gulgrå strimmor på ryggskölden och gula parfläckar på bakkroppen på tergit 2 och 3 samt två mindre gråfärgade fläckar på tergit 4. Tergiternas bakkanter är gula. Framfötterna är svarta och de bakre skenbenen är gula till två tredjedelar.

## Levnadssätt
Pendelblomflugan trivs bäst i fuktiga miljöer men påträffas även i andra biotoper där det finns blommor som den kan hämta nektar på. Man kan se den på korgblommiga och flockblommiga växter men även många andra företrädesvis gula och vita blommor. Flygtiden börjar redan i början på maj och varar ända till mitten av oktober. Larverna utvecklas i mindre vattenpölar, diken och liknande där de lever på förmultnande växter.

## Utbredning
Pendelblomflugan är mycket vanlig i hela Norden. Den finns i hela Europa men är mindre vanlig i söder. Den finns österut genom Sibirien bort till Stilla havet.

## Galleri

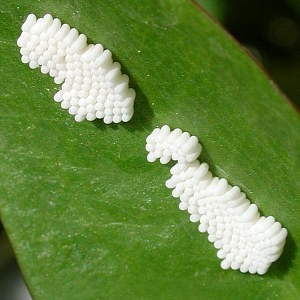
Ägg
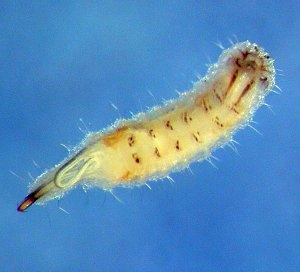
Larv
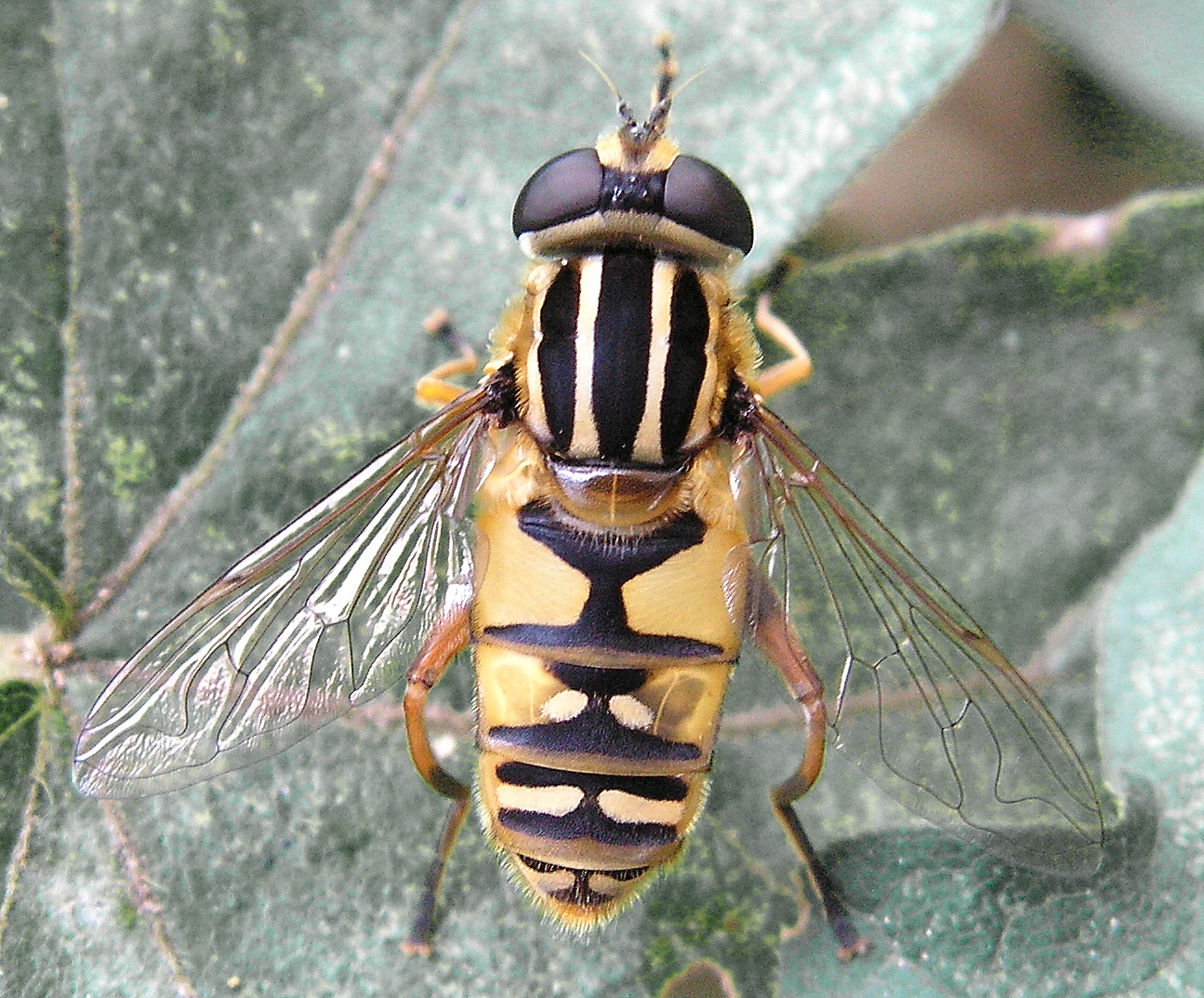
Hona
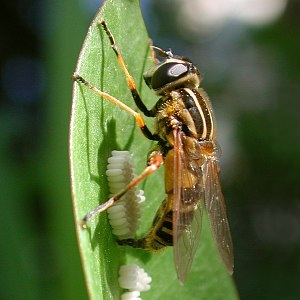
Äggläggande hona
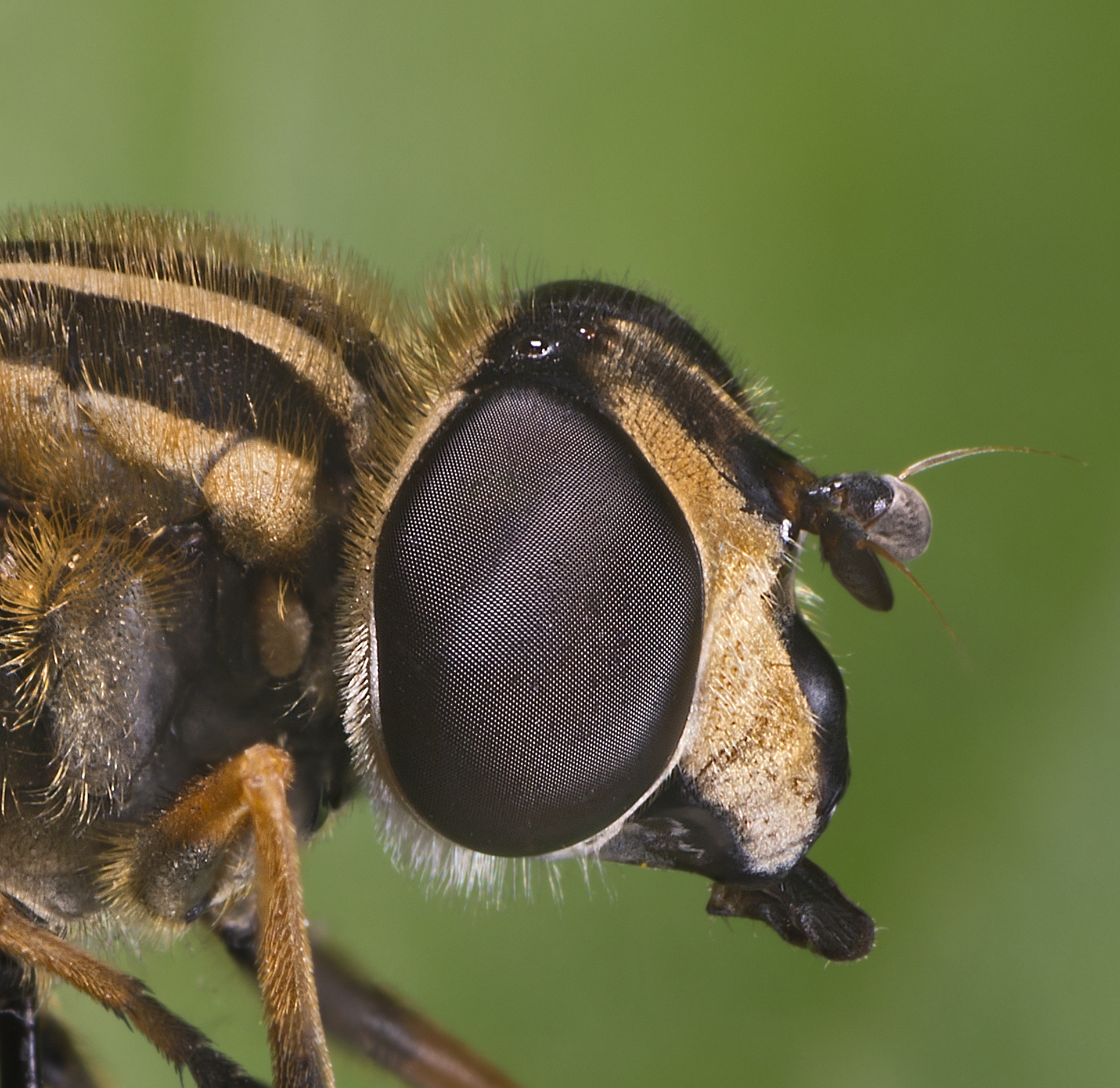
Porträtt

## Etymologi
Pendulus betyder hängande eller svävande på latin. 